# Wunderlichia
 (juillet 2024).
La mise en forme du texte ne suit pas les recommandations de Wikipédia : il faut le « wikifier ».
Les points d'amélioration suivants sont les cas les plus fréquents. Le détail des points à revoir est peut-être précisé sur la page de discussion.
- Les titres sont pré-formatés par le logiciel. Ils ne sont ni en capitales, ni en gras.
- Le texte ne doit pas être écrit en capitales (les noms de famille non plus), ni en gras, ni en italique, ni en « petit »…
- Le gras n'est utilisé que pour surligner le titre de l'article dans l'introduction, une seule fois.
- L'italique est rarement utilisé : mots en langue étrangère, titres d'œuvres, noms de bateaux, etc.
- Les citations ne sont pas en italique mais en corps de texte normal. Elles sont entourées par des guillemets français : « et ».
- Les listes à puces sont à éviter, des paragraphes rédigés étant largement préférés. Les tableaux sont à réserver à la présentation de données structurées (résultats, etc.).
- Les appels de note de bas de page (petits chiffres en exposant, introduits par l'outil «  Source ») sont à placer entre la fin de phrase et le point final[comme ça].
- Les liens internes (vers d'autres articles de Wikipédia) sont à choisir avec parcimonie. Créez des liens vers des articles approfondissant le sujet. Les termes génériques sans rapport avec le sujet sont à éviter, ainsi que les répétitions de liens vers un même terme.
- Les liens externes sont à placer uniquement dans une section « Liens externes », à la fin de l'article. Ces liens sont à choisir avec parcimonie suivant les règles définies. Si un lien sert de source à l'article, son insertion dans le texte est à faire par les notes de bas de page.
- La présentation des références doit suivre les conventions bibliographiques. Il est recommandé d'utiliser les modèles {{Ouvrage}}, {{Chapitre}}, {{Article}}, {{Lien web}} et/ou {{Bibliographie}}. Le mode d'édition visuel peut mettre en forme automatiquement les références.
- Insérer une infobox (cadre d'informations à droite) n'est pas obligatoire pour parachever la mise en page.

Pour une aide détaillée, merci de consulter Aide:Wikification.
Si vous pensez que ces points ont été résolus, vous pouvez retirer ce bandeau et améliorer la mise en forme d'un autre article.
Genre
Wunderlichia Riedel ex Benth. & Hook.f., 1873 est un genre d'arbres brésiliens à fleurs dicotylédones de la famille des Astéracées,,,.

## Description

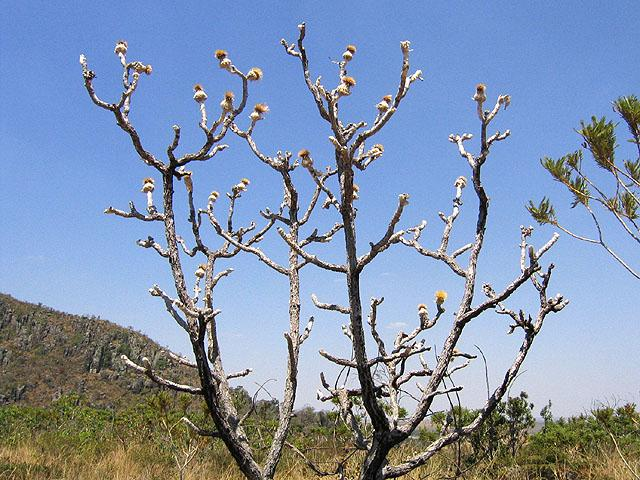
Le port de Wunderlichia mirabilis

Les espèces de ce groupe ont un port arbustif pérenne, voire petit-arboricole,,,,.
Les feuilles le long de la caule sont disposées alternativement et sont caduques. Elles peuvent être sessiles ou pétiolés. La forme du limbe est variée : elliptique, oblongue-elliptique ou largement obovale à orbiculaire. Le contour est généralement entier et la consistance peut être coriace.
Les inflorescences sont composées de capitules sessiles (pseudopédiculés), terminaux et solitaires (ils sont rarement rassemblés en formations paniculées ou en grappes scorpioïdes laxistes). Les capitules, de largeur moyenne, de type discoïde et homogame, sont dressés et formés d'une enveloppe en forme de cloche ou globulaire composée de bractées (ou écailles) à l'intérieur de laquelle un réceptacle forme la base des fleurs de type tubulaire. Les bractées, persistantes et semblables aux feuilles, disposées en 4 à 10 séries de manière imbriquée et échelonnées en hauteur, sont de types et de consistances variés. Le réceptacle, alvéolé, plat à convexe, est équipé de coussinets pour protéger la base des fleurs ; chez certaines espèces, il en est dépourvu.
Les fleurs sont tétracycliques (à cinq verticilles : calice – corolle – androcée – gynécée) et généralement pentamères (chaque verticille comporte 5 éléments). Les fleurs, nombreuses (plus de 300), sont homomorphes (toutes les mêmes formes), hermaphrodites et fertiles.
- Formule florale :

*/x K {\displaystyle \infty }, [C (5), A (5)], G 2 (monde souterrain), akène
- Calice : les sépales du calice sont réduits à une couronne d'écailles.
- Corolle : la couleur des corolles est jaune ou crème. La corolle, glabre, est tubulaire (rarement bilabiée) et actinomorphe et se termine par 5 lobes linéaires. Chez certaines espèces, les lobes sont disposés en spirale.
- Androcée : l'androcée est constituée de 5 étamines avec de longs filaments libres et des anthères soudées dans un manchon entourant le style[11]. Les anthères ont généralement une forme sagittée avec des appendices apicaux entiers ou parfois tordus. Les étuis sont chaulés (équipés d'éperons) et équipés de queues. Parfois, les files d'attente sont concaténées les unes avec les autres. Le pollen est normalement tricolporé avec une forme sphérique (il peut être microéchiné).
- Gynécée : le gynécée présente un ovaire infère uniloculaire formé de deux carpelles[11]. Le style, glabre, est unique et à deux stigmates généralement avec ou sans nœud basal ; de plus le style est couvert de cloques et de rides jusqu'à la bifurcation des deux stigmates ; tandis que la base du style est immergée dans de grands lobes nectarifères. Le style s'étend bien au-delà du cylindre des anthères. Les stigmates sont courts ou moyennement longs avec des extrémités arrondies (rarement aiguës) et obtuses ; les stigmates peuvent également être mal divisés ; dans certains cas, des papilles sont présentes dans la partie abaxiale. L'ovule est unique et anathropique.

Les fruits sont des akènes à pappus. La forme des akènes est cylindrique (rarement comprimée) ; les parois sont traversées par 10 côtes et sont glabres ou soyeuses. Le carpophore (ou carpopodium) est un anneau étroit ou un cylindre court, à peine visible ou absent. L'endosperme est cellulaire. Le pappus est constitué d'une centaine de poils disposés en 3 à 4 séries, ils sont barbus ou plumeux ou plats à la base, et sont directement insérés dans le péricarpe ou sont connés dans un anneau parenchymateux situé sur la partie apicale de l'akène.

## Biologie
- Pollinisation : la pollinisation se fait via les insectes (pollinisation entomogame via les papillons diurnes et nocturnes).
- Reproduction : la fécondation se fait essentiellement par la pollinisation des fleurs (voir ci-dessus).
- Dispersion : les graines (les akènes) tombant au sol sont ensuite dispersées principalement par des insectes comme les fourmis (dissémination des myrmécories). Un autre type de dispersion se produit également chez ce type de plante : la zoochorie. En effet, les crochets des bractées du boyau s'accrochent aux poils des animaux qui passent, dispersant ainsi les graines de la plante même sur de longues distances.

## Distribution et habitat
Les espèces de ce groupe sont réparties au Brésil (genre endémique),,.

## Taxonomie
La famille à laquelle appartient cette entrée (Asteraceae ou Compositae, nomen conservatindum) probablement originaire d'Amérique du Sud, est la plus grande du monde végétal, comprenant plus de 23 000 espèces réparties en 1 535 genres, soit 22 750 espèces et 1 530 genres selon d'autres sources (l'une des listes de contrôle les plus mises à jour répertorie jusqu'à 1 679 genres). La famille est actuellement (2021) divisée en 16 sous-familles.

### Phylogénie
La sous-famille des Wunderlichioideae, au sein des Asteraceae, occupe une position « basale » (elle a évolué précocement par rapport au reste de la famille) et est très proche de la sous-famille des Gochnatioideae ; ils forment probablement un « groupe frère » caractérisé morphologiquement par le style aux bras courts aux sommets arrondis.
Le genre Wunderlichia décrit dans cette entrée appartient à la tribu des Wunderlichieae. Le "Wunderlichieae Clade" se caractérise par des fleurs tubulaires actinomorphes, un réceptacle plus ou moins à récureurs et par des styles couverts de cloques et de rides jusqu'à la bifurcation des deux stigmates. Dans des traitements antérieurs, ce genre a été décrit au sein de la sous-tribu "Gochnatiinae" (tribu "Mutisieae). Dans d'autres études, le genre est associé au "Groupe Stifftia" (tribu Stifftieae),.

### Liste des espèces
Ce genre comprend les 6 espèces suivantes,, :
- Wunderlichia azulensis Maguire & G.M.Barroso - Espírito Santo, Minas Gerais
- Wunderlichia bahiensis Maguire & G.M.Barroso- Bahia
- Wunderlichia cruelsiana Taub. - Tocantins, Bahia, Goiás
- Wunderlichia insignis Baill. - Rio de Janeiro
- Wunderlichia mirabilis Riedel ex Baker	- Espírito Santo, Minas Gerais, Bahia, São Paulo, D.F., Mato Grosso, Goiás
- Wunderlichia senaeii Glaz. ex Maguire & G.M.Barroso - Minas Gerais